# Signature Bank
La Signature Bank è stata una banca commerciale statunitense con sede a New York City, con 40 uffici collocati negli stati di New York, Connecticut, California, Nevada e North Carolina. 
Oltre ai prodotti bancari, forniva servizi specifici per settori come immobili commerciali, private equity, servizi ipotecari e venture banking; le filiali della banca fornivano finanziamenti e servizi di investimento. Alla fine del 2022, la banca aveva un totale attivo di 110,4 miliardi di dollari e depositi per 82,6 miliardi di dollari; nel 2021 aveva prestiti per 65,25 miliardi di dollari.
Fondata nel 2001 da ex dirigenti e dipendenti della Republic National Bank di New York dopo il suo acquisto da parte di HSBC. Alla fine degli anni 2010 ha iniziato ad espandersi geograficamente e in termini di servizi, quando 
nel 2018 ha deciso di investire nel settore delle criptovalute.
Dopo il fallimento di SVB e della Silvergate Bank, all'inizio della settimana, i clienti hanno ritirato depositi per oltre 10 miliardi di dollari. La banca ha chiuso il 12 marzo 2023, due giorni dopo il fallimento della Silicon Valley Bank. È stato il terzo più grande fallimento bancario nella storia degli Stati Uniti. Due giorni dopo la chiusura di Signature, si è uscita la notizia che la banca era già oggetto di un'indagine da parte del Dipartimento di Giustizia degli Stati Uniti.
Il 19 marzo, una settimana dopo la chiusura della banca, la FDIC ha venduto la banca ponte risultante, la maggior parte dei suoi depositi e le sue 40 filiali alla New York Community Bancorp per essere poi assorbita dalla controllata Flagstar Bank.